# RCM
Техническое обслуживание, ориентированное на безотказность (RCM или Reliability-centered maintenance) — это методология планирования технического обслуживания и ремонта инженерных систем на основе инженерного анализа возможных отказов систем, их элементов и последствий отказов. В более широком смысле RCM является частью технологий управления жизненным циклом объектов техники и используется в рамках анализа логистической поддержки по ГОСТ Р 53392-2017 для построения системы технического обслуживания на основе приоритета сохранения работоспособности технического объекта вместо поддержания его полностью исправного состояния.
В русскоязычной специальной литературе встречаются иные переводы названия методологии RCM, например: техническое обслуживание, направленное на обеспечение надежности (МЭК 60300-3-11:2009), техническое обслуживание, ориентированное на надежность (ТООН), надежностно-ориентированное техническое обслуживание (НОТО — по ГОСТ 27.601-2011 и ГОСТ Р 55.0.05-2016), техническое обслуживание, ориентированное на обеспечение безотказности по ГОСТ 18322-2016.

## История
Опыт авиакомпаний и производителей авиационной техники (АТ) в разработке требований к плановому техническому обслуживанию (ТО) для вновь разрабатываемого воздушного судна (ВС) показал, что более эффективные программы ТО могут быть сформированы с использованием логического анализа возможных отказов АТ и их последствий для выбора работ по ТО. В июле 1968 г. представители ряда авиакомпаний разработали Руководство MSG-1 «Maintenance Evaluation and Program Development» («Оценка ТО и разработка программы»), которое включало логические схемы принятия решений и согласованные авиакомпаниями и производителем процедуры формирования планового ТО для нового самолёта Boeing 747. Опыт, накопленный при работе над этим проектом был использован для создания универсального документа, который мог бы быть полезен для создаваемых позднее новых типов ВС. Такая работа была выполнена и привела к созданию документа MSG-2 «Airline/Manufacturer Maintenance Program Planning Document» («Совместный документ авиакомпаний и производителей по планированию программы ТО»). Логический анализ по МSG-2 был использован при обосновании планового ТО для ВС 1970-х годов.
Опыт применения названных документов потребовал дальнейшей разработки методологии. 29 декабря 1978 года вышел известный доклад Стенли Нолана и Говарда Хипа, посвященный разработке программ ТО самолётов и развивавший идеи, изложенные в MSG-1 и MSG-2: Nowlan, F. Stanley, and Howard F. Heap. Reliability-Centered Maintenance.  Report Number AD-A066579. United States Department of Defense. Архивировано 1 августа 2013 года.
В 1979 г., спустя десять лет после публикации MSG-2, рабочая группа Ассоциации ATA пересмотрела документ MSG-2 и определила ряд областей, нуждающихся в совершенствовании. К числу таких областей относились: строгость логики принятия решений, ясность и однозначность различий между факторами экономики и безопасности, адекватность обращения со скрытыми отказами. Кроме того, разработка ВС нового поколения обеспечила возможности для эволюционного развития концепции MSG. Были приняты новые авиационные правила, влияющие на программы ТО и требующие соответствующего отражения в процедурах MSG (новые правила в части устойчивости конструкций к повреждению и Программы дополнительных осмотров конструкции планера — Supplemental Structural Inspection Program для ВС с большим сроком службы). Высокая цена топлива и растущая стоимость запасных частей и материалов обусловили необходимость компромиссных оценок взаимосвязей, что оказало большое влияние на разработку программы ТО для выбора только тех работ по ТО, которые обеспечивают реальное поддержание заложенного в конструкцию уровня безопасности и надежности, или приводят к получению экономического выигрыша. Учитывая вышеизложенное, в АТА был создан документ MSG-3, который не содержал фундаментальных отличий от предыдущей версии, но имел ряд важных доработок и усовершенствований MSG-3 по сравнению с MSG-2:
- был усовершенствован маршрут поиска и принятия логических решений для обеспечения более рациональной процедуры выбора работ по ТО и большей целенаправленности продвижения по логической схеме анализа «сверху вниз» (или анализ последовательности отказов);
- вопросы выбора работ по ТО были расположены в такой последовательности, чтобы наиболее предпочтительные работы, наиболее легко выполняемые рассматривались первыми. При отсутствии позитивного заключения о приемлемости и эффективности определённой работы рассматривался следующий вариант работы и так вплоть до возможной доработки конструкции;
- логика анализа узлов конструкции планера была представлена в форме, способствующей целенаправленному оцениванию процессов износа конструкций;
- MSG-3 признавал новые требования устойчивости к повреждениям и программы дополнительных осмотров и давал метод, с помощью которого их принципиальные положения могли бы быть адаптированы применительно к процессу работы Совета по вопросам ТО (Maintenance Review Board — MRB) взамен использования ограничений при выдаче сертификата типа;
- в логических схемах и методическом материале был отражен целый ряд новых концепций, таких как множественные отказы, влияние отказа на примыкающую конструкцию, рост трещины от обнаруживаемой до критической длины и прогнозирование порога выявления возможного отказа;
- логика MSG-3 была ориентирована на выбор работ по ТО, а не на выбор методов эксплуатации изделий (как MSG-2), это исключило недоразумения, связанные с различными интерпретациями эксплуатации до безопасного отказа (Condition Monitoring — CM), до предотказного состояния (On-condition — OC), по ресурсу (Hard Time — HT) и трудности, возникающие при попытке определить, какие работы по ТО осуществляются на изделии, для которого выбран тот или иной метод эксплуатации;
- технологическое обслуживание (заправки, зарядки) или смазка были включены в логическую схему в обеспечение того, чтобы эти важные категории работ рассматривались каждый раз при анализе изделия;
- анализ скрытых ФО был более полным, чем в MSG-2, поскольку логика обеспечивала четкое разделение работ, приемлемых для скрытых и явных отказов, кроме того, было сделано четкое разделение между работами, желательными по экономическим соображениям, и работами, необходимыми для безопасной эксплуатации.[5]

В 1980-х годах было начато применению данной методологии в других отраслях промышленности, помимо авиации, что позволило развить некоторые положения методологии. Эти результаты опубликованы, например, в книге Джона Моубрея «RCM II» (перевод книги на русский язык опубликован в 2018 году).
Для стандартизации методов и процедур RCM в августе 1999 года был выпущен стандарт SAE JA1011 Evaluation Criteria for Reliability-Centered Maintenance (RCM) Processes, переизданный в 2009 году. Кроме того в январе 2002 года опубликовано руководство SAE JA1012 A Guide to the Reliability-Centered Maintenance (RCM) Standard по практическим аспектам применения методологии RCM, переизданное в 2011 году. Методология RCM продолжает развиваться в разных отраслях техники (см., например, RCM III, RCM Blitz, RCM-R).

## Основы методологии
Методология RCM основана на следующих положениях:
- Целью технического обслуживания является выявление и предупреждение конкретных (известных или прогнозируемых) видов отказов изделия, системы или иного технического объекта.
- Принятие решения о перечне и сроках выполнения работ по ТО зависит от частоты рассматриваемых видов отказов и возможных последствиях таких отказов для безопасности, готовности и экономических показателей использования рассматриваемого объекта.

Методология RCM предлагает схему инженерного анализа и сопутствующих оценок, позволяющую формализовать и целенаправить принятие решений по выбору перечня и периодичности работ по ТО, необходимых и достаточных для начала эксплуатации вновь созданного объекта техники, либо скорректировать программу ТО и ремонта объекта, уже находящегося на стадии эксплуатации.
В процессе анализа рассматриваются:
- Функции объекта (изделия, системы, комплекса оборудования) и их характеристики. Функции объекта подразделяются на первичные (которые, собственно, и являются целью обладания данным техническим объектом) и на вторичные (защита, управление, сигнализация, дополнительные перемещения, внешний вид, герметичность, и так далее).
- Виды нарушения конечных функций, то есть возможные или заранее известные виды отказов основных систем объекта, полностью или частично исключающие возможность использования объекта по назначению.
- Причины отказов систем, то есть отказы их составных частей (элементов) или иные воздействия на системы, приводящие их к отказу определённого вида.
- Последствия отказов. Описания последствий каждого вида отказа должны охватывать как уровень самого отказавшего элемента, так и уровень системы, в которой произошел отказ, и связанные технологически или пространственно иные системы. Эти последствия могут затрагивать безопасность, готовность объекта к применению (или возможность безопасного завершения уже начатого цикла применения по назначению), ущерб окружающей среде, экономический или иной ущерб для бизнеса. Некоторые виды отказов могут не иметь никаких последствий, кроме стоимости работ по восстановлению работоспособности отказавшего объекта.
- Категории значимости отказов в соответствии с видом, тяжестью и вероятностью возникновения их последствий. Для ранжирования последствий видов отказов могут разрабатываться разные критерии критичности (в форме таблиц, матриц и т. п.), учитывающие серьёзность каждого последствия и вероятность его возникновения.
- Виды (критерии) предельных состояний составных частей объекта, характерные для каждого из рассматриваемых видов отказов.
- Работы по ТО, которые могут быть эффективны для предупреждения и выявления каждого из анализируемых видов отказов с учётом конструктивного и схемного решения объекта, его систем и элементов.
- Критичные места конструкции (в плане безопасности, готовности и т. д.), требующие изменения для снижения рисков вследствие невозможности устранения негативных последствий отказов путем проведения ТО.

## Организация и результаты применения RCM
Процесс применения методологии RCM организуют следующим образом:
- Планирование RCM основано на всесторонней поддержке высшего руководства промышленной организации и предусматривает определение, для какой части физических активов (оборудования) будет применяться RCM-анализ, сроки и организацию работ.
- Анализ видов отказов методические в целом соответствует процессу FMEA (FMECA) и требует документирования хода анализа и его результатов с использованием специальных программ или стандартных электронных таблиц (Excel и др.).
- Выбор работ по ТО в методологии RCM основан на оценке предпочтительности тех или иных работ по ТО в отношении того или иного вида отказа, а также предлагает критерии для определения применимости и целесообразности работ.
- Оптимизация программы ТО. План ТО оборудования должен быть оптимизирован в отношении сроков выполнения работ по ТО, доступности ресурсов, минимизации сопутствующих затрат при выполнении обязательных требований надзорных и регулирующих органов государства.
- Мониторинг выполнения программы ТО с целью отслеживания корректности выполнения и фактической эффективности выбранного состава работ по ТО и сроков их выполнения.
- Корректировка разработанной программы ТО с определённой периодичностью (например, раз в год) в связи с результатами мониторинга её выполнения, изменениями функций оборудования, выявлением не рассмотренных при планировании ТО (непредвиденных) видов отказов, принятием новых требований законодательства, технических норм и т. п.

Для практического применения RCM в настоящее время на рынке представлены несколько программных решений, но вне зависимости от технологической реализации методологии RCM она позволяет:
- Достичь лучшего соотношения результативности ТО в части поддержания надёжности, готовности оборудования и затрат на техническую эксплуатацию;
- Сформировать базу данных для управления системой технической эксплуатации оборудования;
- Улучшить интеграцию служб инжиниринга и эксплуатации оборудования;
- Оптимизировать распределение финансовых и человеческих ресурсов организации в области поддержания надёжности оборудования;
- Повысить культуру безопасности и ТО оборудования в организации.